# Bittacus pieli
Bittacus pieli is een schorpioenvlieg uit de familie van de hangvliegen (Bittacidae). De wetenschappelijke naam van de soort is voor het eerst geldig gepubliceerd door Navás in 1935.
De soort komt voor in China.